# 弗朗茨·贝恩赖特
弗朗茨·贝恩赖特（德語：Franz Bernreiter，1954年2月13日—），德国男子冬季两项运动员。他曾代表西德参加1980年冬季奥林匹克运动会冬季两项比赛，获得男子4×7.5公里接力铜牌。